# Метод Бутейка
Метод Бутейка (метод вольової ліквідації глибокого дихання, ВЛГД[джерело?]) — метод лікування бронхіальної астми та деяких інших захворювань, який запропонував український вчений Костянтин Павлович Бутейко у 1960-х роках.

## Метод
Метод є фізіотерапією, дані деяких невеликих клінічних випробувань показали, що він може надійно зменшувати симптоми астми і необхідність термінового приймання ліків (невідкладної допомоги), а також покращувати якість життя. Однак, процес поліпшення вимагає часу та постійних щоденних вправ протягом певного періоду часу.
В основі методу Бутейка лежать дихальні вправи, спрямовані на носове дихання, зменшення глибини дихання і релаксацію. Теорія Бутейка була заснована на припущенні, що астматики, які мають хронічну стадію, дихають надто глибоко і вправи спрямовані на те, щоб навчити їх дихати менш глибоко. Мета полягає в тому, щоб перевчитися дихати звичайним чином, дуже схоже на деякі види йоги.
У 2008 році Британські вказівки з лікування астми (англ. British Guideline on the Management of Asthma 2008) дозволили лікарям у Великій Британії рекомендувати метод Бутейка і підтвердили, що він «може розглядатися як допомога пацієнтам у контролюванні симптомів астми», проте, відповідно до досліджень, він не має впливу на легеневу функцію.
Існують варіації між технікою методистів у різних країнах, три основних принципи методу Бутейко залишаються однаковими: неглибоке дихання, носове дихання і релаксація.